# Sinbad et l'Œil du tigre
Pour les articles homonymes, voir Sinbad.
Série
Le Voyage fantastique de Sinbad
(1973)
Pour plus de détails, voir Fiche technique et Distribution.
Sinbad et l’Œil du tigre (Sinbad and the Eye of the Tiger) est un film américain réalisé par Sam Wanamaker, sorti en 1977.

## Synopsis
Une odieuse magicienne a transformé le jeune prince héritier en babouin afin de placer son fils sur le trône.
Sinbad, héros des mers, part à la recherche d'un mage capable de rompre l'enchantement. Il devra affronter mille dangers.

## Fiche technique
- Titre original : Sinbad and the Eye of the Tiger
- Titre français : Sinbad et l’Œil du tigre
- Réalisation : Sam Wanamaker
- Scénario : Beverley Cross et Ray Harryhausen
- Production : Charles H. Schneer et Ray Harryhausen, pour : Andor Films
- Musique : Roy Budd
- Photographie : Ted Moore
- Effets spéciaux visuels : Ray Harryhausen
- Montage : Roy Watts
- Décors : Geoffrey Drake, Fred Carter et Fernando Gonzalez
- Pays d'origine :  États-Unis
- Format : couleurs (Metrocolor) - 1,85:1 Mono sur 35 mm
- Genre : aventures, fantastique
- Durée : 113 minutes
- Dates de sortie :
  -  Allemagne de l'Ouest : 15 juillet 1977
  -  France : 10 août 1977

## Distribution
- Patrick Wayne (VF : Francis Huster) : Sinbad
- Jane Seymour (VF : Francine Lainé) : la princesse Farah
- Taryn Power (VF : Dominique MacAvoy) : Dione (VF : Diane)
- Patrick Troughton (VF : Henri Labussière) : Melanthius (VF : Mélanthos)
- Margaret Whiting (VF : Nathalie Nerval) : Zenobia (VF : Zénobie)
- Kurt Christian (en) (VF : Richard Darbois) : Rafi, le fils de Zenobia
- Nadim Sawalha (en) (VF : Sady Rebbot) : Hassan
- Damien Thomas (en) (VF : Jean-Pierre Leroux) : le prince Kassim
- Bruno Barnabe (en) (VF : Louis Arbessier)[1] : Balsora
- Bernard Kay (en) : Zabid
- Salami Coker (VF : Daniel Kamwa) : Maroof
- David Sterne (VF : Mostéfa Stiti) : Aboo-Seer
- Peter Mayhew (non crédité) : Minoton

## Autour du film
Ray Harryhausen a dit qu'il a créé et utilisé un babouin articulé dans le rôle du prince ensorcelé car il n'aurait jamais pu obtenir les résultats escomptés avec un vrai babouin.
La cité taillée dans la roche dans laquelle vit Mélanthos est en réalité la cité de Pétra en Jordanie.